# Tourelleau télé-opéré

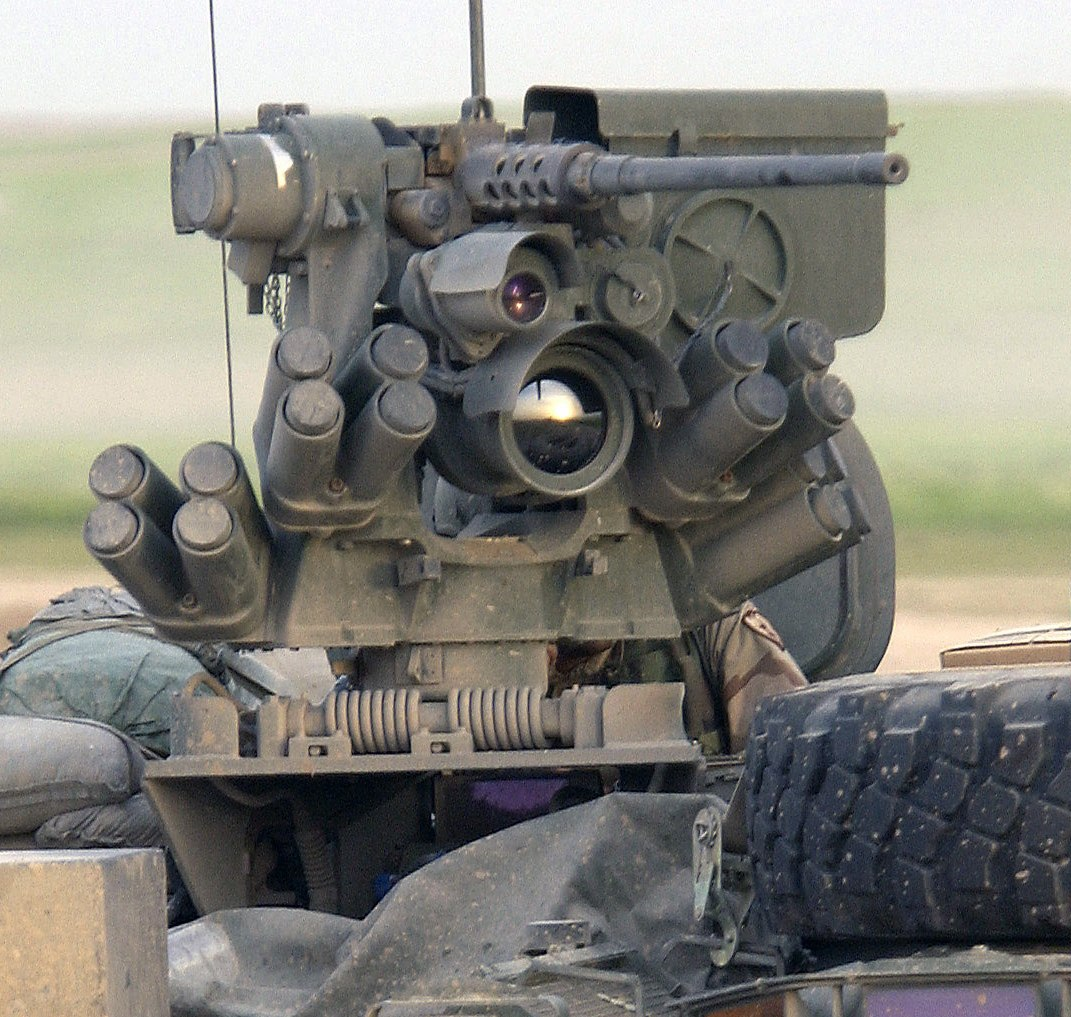
Un tourelleau téléopéré M151 Protector monté sur un véhicule blindé M1126 Stryker.

Un tourelleau télé-opéré est un système d'armes opéré à distance, installé sur de nombreux véhicules blindés et navires de guerre contemporains. Contrôlé à distance à l'aide d'une caméra vidéo, il permet au tireur de rester à l'abri, sous blindage, et donc de moins s'exposer aux tirs ennemis.

## Histoire
L'apparition de tels systèmes remonte à la Deuxième Guerre mondiale sur le chasseur de char Jagdpanzer 38(t) et le StuG III Ausf. G qui étaient équipés d'un dispositif appelé Rundumsfeuer comprenant une mitrailleuse MG 34 montée sur socle rotatif intégrant un viseur périscopique. Les conflits asymétriques du début du xxie siècle tels que la guerre d'Afghanistan et la guerre d'Irak ont généralisé l'emploi des tourelleaux téléopérés.

## Description
Sur les véhicules blindés, ces systèmes ont également l'avantage d'être plus légers et moins volumineux qu'un tourelleau ou une tourelle conventionnelle, car ils ne nécessitent pas d'ouverture dans le toit du véhicule ni de panier occupant un volume dans le compartiment habitable. 
Leur armement est varié, allant de la mitrailleuse légère de calibre 5,56 mm à la mitrailleuse lourde de 12,7 mm, en passant par le lance-grenades automatique, le canon-mitrailleur de moyen calibre ou le missile antichar.
Le pointage de l'armement s'effectue à l'aide de moteurs électriques ; suivant le modèle et les options disponibles le tourelleau peut être équipé d'une caméra thermique, d'un télémètre laser ou  d'un système de stabilisation sur un (site), deux (site et gisement) ou les trois plans (site, gisement et dévers).

## Fabricants et produits

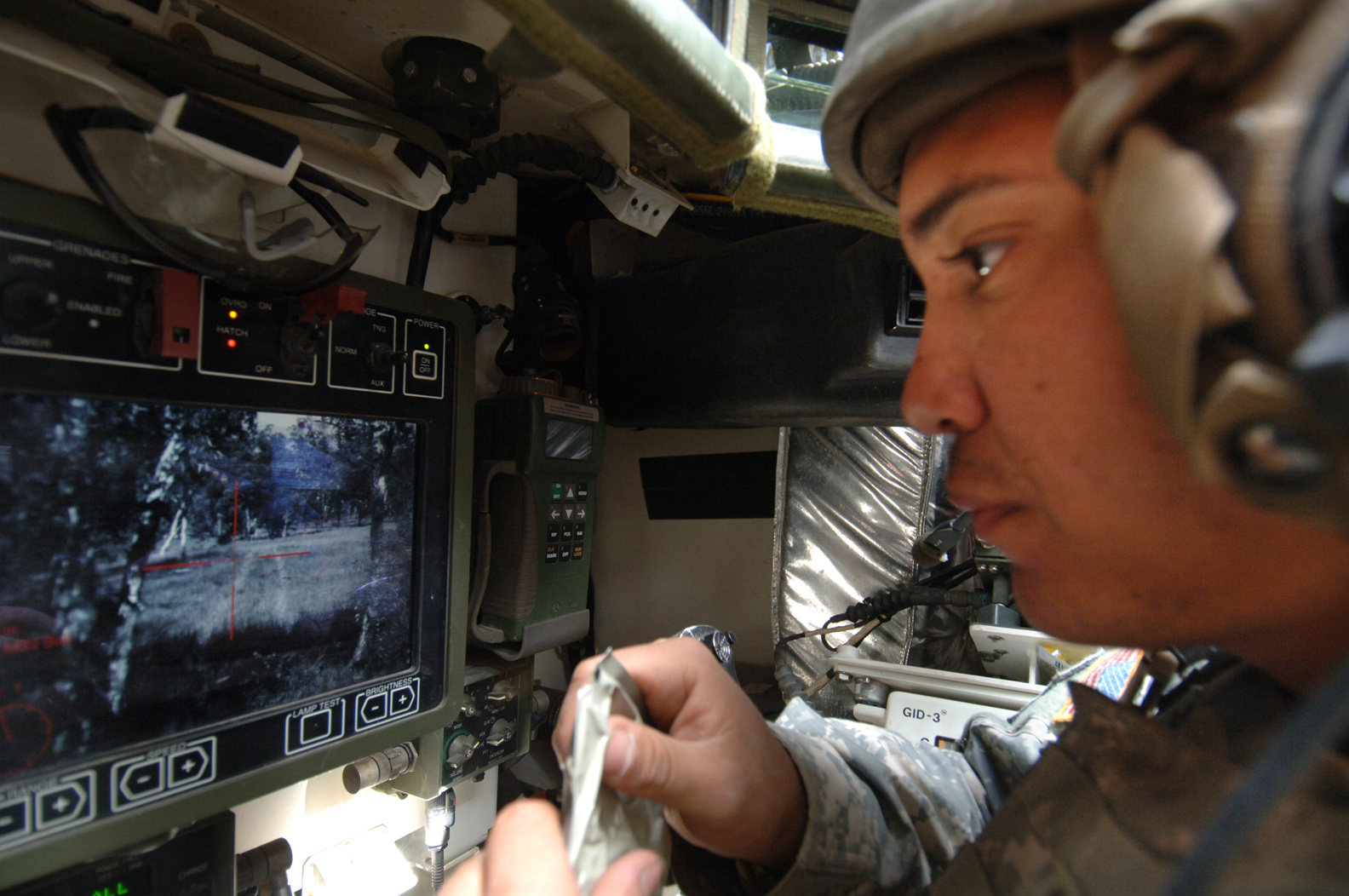
Poste de commande d'un tourelleau télé-opéré à l'intérieur d'un Stryker.

- ARQUUS : Hornet (T1), Hornet Lite (T2), Hornet S (T3)
- ASELSAN : SARP
- FN Herstal : ARROWS, deFNder, Sea deFNder
- Giat Industries : ATO
- Kongsberg : M151 Protector, M101 CROWS, M153 CROWS II, M153A1E1 CROWS-LP
- Krauss-Maffei : FLW 200
- LMT : Meerkat
- Nexter : ARX 20, ARX 25, Narwhal
- Oto Melara : HITROLE
- Oruzheinye Masterskie : Arbalet-DM
- RAFAEL : OWS, Samson
- Raytheon : BattleGuard
- Rheinmetall : Fieldranger, Skyranger, Nanuk
- Saab : Trackfire
- Selex ES : Enforcer, Enforcer II